# Declaración de Bruselas
La Declaración de Bruselas de 1984 fue un acuerdo a través del cual España y el Reino Unido se comprometían a aplicar la Declaración de Lisboa de 1980 para solucionar sus divergencias sobre Gibraltar.

## Historia
Tras las elecciones generales de 1982 y la llegada del gobierno de Felipe González, el cierre de la frontera establecido en junio de 1969 por Francisco Franco fue levantado para el tránsito de peatones el 14 de diciembre de 1982, sin extenderse al resto de las comunicaciones cerradas. Finalmente el 27 de noviembre de 1984, el ministro de Exteriores de España, Fernando Morán, y su homólogo británico, Geoffrey Howe, firmaron la Declaración de Bruselas, comprometiéndose a resolver el problema de Gibraltar y acordando implementar los acuerdos de la Declaración de Lisboa de abril de 1980. En concreto el punto 2 de la declaración afirmaba:

2. En lo que se refiere al espacio aéreo de la región de Gibraltar, el Gobierno español se compromete a adoptar prontas acciones encaminadas a permitir comunicaciones aéreas seguras y eficaces.

Sin embargo, no se llevó a la práctica de forma inmediata. Se puso fin al cierre de la frontera para el tránsito de vehículos terrestres el 5 de febrero de 1985, pero manteniéndose el resto de las restricciones en la comunicación iniciadas con el cierre de 1969.
Los enlaces aéreos entre España y Gibraltar no fueron restaurados hasta diciembre de 2006.